# Парк минијатура Србија

Парк минијатура Србија се налази у Крушевцу, у оквиру парка Багдала, отворен на Видовдан 2019. године.
Парк је рађен у облику територије државе Србије, са репликама пет река, десет градова и у првом тренутку са десет минијатура манастира и храмова: Жича, Милешева, Раваница, Троноша, Студеница, Грачаница, Лазарица, Kрушедол, Пећка патријаршија и Храм Светог Саве. На Дан ослобођења града Kрушевца, 14. октобра 2019. године, парк је постао богатији за две минијатуре манастира - Високи Дечани и Павловац. Број минијатура ће се временом повећавати све док се сви знаменитији манастири не поставе.
Идејни творац и аутор пројекта је др Борис Стајковац из Београда. Минијатуре су израђиване у сарадњи са Заводом за заштиту споменика Србије.